# Carpasio
Carpasio (im Ligurischen: Carpàsiu) ist eine norditalienische Ortschaft und ehemalige Gemeinde mit zuletzt 163 Einwohnern (Stand 31. Dezember 2016) in der Region Ligurien. Politisch gehört sie zu der Provinz Imperia.
Mit Wirkung vom 1. Januar 2018 fusionierte die Gemeinde mit der Gemeinde Montalto Ligure zur neuen Gemeinde Montalto Carpasio.

## Geographie

Wappen

Carpasio liegt östlich des oberen Abschnitts des Valle Argentina. Die Gemeinde gehörte zu der mittlerweile aufgelösten Comunità Montana Argentina Armea und ist circa 36 Kilometer von der Provinzhauptstadt Imperia entfernt.
Nach der italienischen Klassifizierung bezüglich seismischer Aktivität wurde die Gemeinde der Zone 2 zugeordnet. Das bedeutet, dass sich Carpasio in einer seismisch moderat bis stark aktiven Zone befindet.

## Klima
Die Gemeinde wird unter Klimakategorie E klassifiziert, da die Gradtagzahl einen Wert von 2958 besitzt. Das heißt, die in Italien gesetzlich geregelte Heizperiode liegt zwischen dem 15. Oktober und dem 15. April für jeweils 14 Stunden pro Tag.